# أسامة مرابط
أسامة مرابط (بالفرنسية: Oussama Mrabet)‏ هو لاعب كرة قدم فرنسي في مركز الوسط، ولد في 10 يوليو 1993 في ماسي في فرنسا. لعب مع الترجي الرياضي الجرجيسي.

## وصلات خارجية
- أسامة مرابط على موقع قاعدة بيانات كرة القدم.إي يو (الإنجليزية)
- أسامة مرابط على موقع Soccerway.com (الإنجليزية)